# کالوم گریبین
کالوم گریبین (انگلیسی: Callum Gribbin؛ زادهٔ ۱۸ دسامبر ۱۹۹۸) بازیکن فوتبال اهل بریتانیا است.
وی همچنین در تیم‌های ملی فوتبال England national under-16 football team و زیر ۱۷ سال انگلستان بازی کرده‌است.